# Clermont Auvergne Métropole
Clermont Auvergne Métropole est une métropole française constituée autour de la ville de Clermont-Ferrand. Elle est située dans le département du Puy-de-Dôme en région Auvergne-Rhône-Alpes. Elle est parfois abrégée sous l'acronyme CAM.
Cette métropole a été créée le 1er janvier 2018. Elle est issue de la communauté urbaine de Clermont-Ferrand qui portait le même nom et qui était apparue le 1er janvier 2017. Cette dernière avait elle-même remplacé la communauté d'agglomération Clermont Communauté qui existait depuis 1999.
Le conseil de la métropole est présidé depuis avril 2014 par Olivier Bianchi, le maire de Clermont-Ferrand.

## Histoire

### Intercommunalités précédentes

#### Le syndicat intercommunal
En 1967, est créé le Syndicat intercommunal d'équipement de l'agglomération clermontoise (SIEAC) composé des communes d’Aubière, Beaumont, Cébazat, Chamalières, Gerzat, Romagnat, Royat, et Clermont-Ferrand. Ce syndicat étant compétent principalement pour la gestion de l'eau, l'assainissement et la collecte des déchets ménagers.

#### La communauté de communes
Une communauté de communes fut créée le 31 décembre 1993, portant le nom de Communauté de communes de l'agglomération clermontoise (COMAC).

#### La communauté d'agglomération
Le 24 décembre 1999, la structure intercommunale fut transformée en communauté d'agglomération en  application de la loi relative au renforcement et à la simplification de la coopération intercommunale du 12 juillet 1999. Le nom complet de la communauté d'agglomération était « Clermont-Communauté : la communauté d'agglomération clermontoise ». En 2016, cette communauté d'agglomération se trouva être la plus grande communauté d'agglomération de la région Auvergne-Rhône-Alpes, les trois regroupements intercommunaux à la population plus importante (métropole de Lyon, Grenoble-Alpes Métropole et Saint-Étienne Métropole) n'ayant pas le même statut. Cette position d'infériorité poussa Clermont Communauté à accéder au rang de communauté urbaine,. La loi MAPTAM du 27 janvier 2014 permet en effet le passage en communauté urbaine grâce à un abaissement du seuil de 450 000 à 250 000 habitants.

#### La communauté urbaine
En janvier 2015, les élus communaux et communautaires entament un débat sur le projet de communauté urbaine. En mars 2015, les 21 communes membres et Clermont Communauté démarrent le travail d'analyse sur les transferts de compétences et de personnels ainsi que les aspects financiers. Entre octobre et novembre 2015, sept réunions publiques sont organisées dans l'agglomération pour débattre avec les habitants et les acteurs locaux. Les votes sur la transformation en Communauté urbaine, en Conseils communautaires et municipaux sont effectués entre septembre et novembre 2016. Le vote sur le projet de communauté urbaine a eu lieu le 27 mai 2016. Parmi les attendus figurants dans cette création on note l'objectif de « peser plus lourd dans la future grande région » Auvergne-Rhône-Alpes.
Le passage officiel en communauté urbaine s'est produit le 1er janvier 2017. Les communes ont dû céder des compétences, comme la voirie, l'assainissement ou l'urbanisme. La nouvelle communauté urbaine a pris le nom de « communauté urbaine Clermont Auvergne Métropole ». Cette transformation est officialisée par l'arrêté préfectoral no 16-02952 du 16 décembre 2016.
Les initiateurs du projet ont indiqué que leur objectif était de rationaliser les coûts de fonctionnement et dégager des capacités d'investissement dans l'économie, la recherche ou l'innovation afin de résister à la force d'attraction lyonnaise.

### La création de la métropole
Au mois de novembre 2016, lors du débat au Sénat sur l'évolution du statut des métropoles, Jean-Michel Baylet a annoncé qu'il était favorable à ce que Clermont-Ferrand obtienne la possibilité de devenir une métropole institutionnelle. Le maire de Clermont-Ferrand, Olivier Bianchi, s'est déclaré très favorable à cette éventualité.
Le 30 juin 2017, le conseil communautaire ainsi que les conseils municipaux des communes concernées ont approuvé à la quasi-unanimité la transformation de la communauté urbaine en métropole à compter du 1er janvier 2018. Cette transformation a été actée le 29 décembre 2017 par la publication du décret au Journal officiel ,.
Le conseil départemental du Puy-de-Dôme a transféré quatre compétences à la métropole le 1er janvier 2019 :
- le fonds d'aide aux jeunes (FAJ) ;
- le fonds de solidarité pour le logement (FSL) ;
- des actions de prévention spécialisée auprès des jeunes et des familles en difficulté ou en rupture avec leur milieu ;
- 240 km de routes départementales[13].

### Identité visuelle

Logo de Clermont Communauté du 1er janvier 2000 au 31 décembre 2016.
Logo de Clermont Auvergne Métropole depuis le 1er janvier 2017.
Variante noire du logo de Clermont Auvergne Métropole.

## Territoire

### Situation géographique
Les grandes agglomérations françaises situées autour de la métropole sont :

### Géographie
Clermont Auvergne Métropole est située au centre du département du Puy-de-Dôme. Elle est, en 2018, la première intercommunalité de l'ancienne région Auvergne en nombre d'habitants et sa seule métropole. Son territoire s'étend sur 300,62 km2 et sa population s'élève à 289 817 habitants (recensement INSEE 2017), ce qui la classe au 19e rang des intercommunalités françaises. Elle constitue l'une des quatre intercommunalités formant le pays du Grand Clermont.

### Composition

Carte de Clermont Auvergne Métropole avec les communes membres (au 1 janvier 2018).

La métropole est composée de vingt-et-une communes, administrativement rattachées à l'arrondissement de Clermont-Ferrand.
Les limites territoriales des cinq arrondissements du Puy-de-Dôme ont été modifiées afin que chaque nouvel établissement public de coopération intercommunale à fiscalité propre soit rattaché à un seul arrondissement au 1er janvier 2017. Par conséquent, depuis cette date, Châteaugay passe de l'arrondissement de Riom à celui de Clermont-Ferrand.
La métropole est composée des 21 communes suivantes :

| Nom                      | Code Insee | Gentilé        | Superficie (km2) | Population (dernière pop. légale) | Densité (hab./km2) |
| ------------------------ | ---------- | -------------- | ---------------- | --------------------------------- | ------------------ |
| Clermont-Ferrand (siège) | 63113      | Clermontois    | 42,67            | 147 751 (2022)                    | 3 463              |
| Aubière                  | 63014      | Aubiérois      | 7,68             | 10 273 (2022)                     | 1 338              |
| Aulnat                   | 63019      | Aulnatois      | 4,21             | 4 127 (2022)                      | 980                |
| Beaumont                 | 63032      | Beaumontois    | 4,01             | 10 787 (2022)                     | 2 690              |
| Blanzat                  | 63042      | Blanzatois     | 6,96             | 3 729 (2022)                      | 536                |
| Cébazat                  | 63063      | Cébazaires     | 10,02            | 8 949 (2022)                      | 893                |
| Le Cendre                | 63069      | Cendrilloux    | 4,23             | 5 455 (2022)                      | 1 290              |
| Ceyrat                   | 63070      | Ceyratois      | 9,35             | 6 548 (2022)                      | 700                |
| Chamalières              | 63075      | Chamaliérois   | 3,77             | 17 591 (2022)                     | 4 666              |
| Châteaugay               | 63099      | Châteaugaires  | 9,08             | 3 143 (2022)                      | 346                |
| Cournon-d'Auvergne       | 63124      | Cournonnais    | 18,58            | 20 020 (2022)                     | 1 078              |
| Durtol                   | 63141      | Durtolois      | 4,01             | 1 964 (2022)                      | 490                |
| Gerzat                   | 63164      | Gerzatois      | 16,28            | 10 268 (2022)                     | 631                |
| Lempdes                  | 63193      | Lempdais       | 12,3             | 8 646 (2022)                      | 703                |
| Nohanent                 | 63254      | Nohanentais    | 4,2              | 2 246 (2022)                      | 535                |
| Orcines                  | 63263      | Orcinois       | 42,73            | 3 584 (2022)                      | 84                 |
| Pérignat-lès-Sarliève    | 63272      | Pérignatois    | 3,9              | 2 875 (2022)                      | 737                |
| Pont-du-Château          | 63284      | Castel-Pontins | 21,61            | 12 422 (2022)                     | 575                |
| Romagnat                 | 63307      | Romagnatois    | 16,84            | 7 905 (2022)                      | 469                |
| Royat                    | 63308      | Royadères      | 6,62             | 4 420 (2022)                      | 668                |
| Saint-Genès-Champanelle  | 63345      | Champanellois  | 51,58            | 3 974 (2022)                      | 77                 |

### Démographie

#### Évolution démographique
| 1968    | 1975    | 1982    | 1990    | 1999    | 2006    | 2011    | 2016    | 2022    |
| ------- | ------- | ------- | ------- | ------- | ------- | ------- | ------- | ------- |
| 230 379 | 263 791 | 269 841 | 270 032 | 275 391 | 279 621 | 281 727 | 288 435 | 296 677 |

#### Pyramide des âges
La population de la métropole est moyennement âgée. En 2020, le taux de personnes d'un âge inférieur à 30 ans s'élève à 39 %, soit un taux supérieur à la moyenne nationale (35,3 %) ou départementale (34,1 %). Le taux de personnes d'un âge supérieur à soixante ans (25,8 %) est inférieur au taux national (26,4 %) et au taux départemental (28,2 %).
À l'instar des répartitions nationale et départementale, la population féminine de la métropole est supérieure à la population masculine. Le taux (52,63 %) est supérieur aux taux national (51,63 %) et départemental (51,61 %).
| Hommes | Classe d’âge | Femmes |
| ------ | ------------ | ------ |
| 0,6    | 90 ans ou +  | 1,9    |
| 7      | 75 à 89 ans  | 9,7    |
| 15,2   | 60 à 74 ans  | 16,9   |
| 17,7   | 45 à 59 ans  | 17,5   |
| 18,6   | 30 à 44 ans  | 16,8   |
| 24,5   | 15 à 29 ans  | 22,8   |
| 16,5   | 0 à 14 ans   | 14,4   |

| Hommes | Classe d’âge | Femmes |
| ------ | ------------ | ------ |
| 0,7    | 90 ans ou +  | 2,0    |
| 7,2    | 75 à 89 ans  | 10,1   |
| 17,7   | 60 à 74 ans  | 18,4   |
| 20,3   | 45 à 59 ans  | 19,4   |
| 18,4   | 30 à 44 ans  | 17,4   |
| 18,6   | 15 à 29 ans  | 17,2   |
| 17,1   | 0 à 14 ans   | 15,4   |

### Emploi
En 2017, la population âgée de 15 à 64 ans s'élevait à 187 728 personnes parmi lesquelles on comptait 70,4 % d'actifs, dont 60,4 % ayant un emploi et 10,1 % de chômeurs.
On comptait 157 855 emplois dans la zone d'emploi. Le nombre d'actifs ayant un emploi résidant dans la zone étant de 114 932, l'indicateur de concentration d'emploi s'élève à 137,3 %, ce qui signifie que la métropole offre plus d'un emploi par habitant actif.

### Entreprises et établissements
Les entreprises et établissements sont en principe installés dans les zones d'activités de la métropole. Clermont Auvergne Métropole comptait, au 31 décembre 2015, 26 169 établissements actifs (145 011 postes salariés). 479 établissements avaient plus de cinquante salariés.
Au 31 décembre 2018, la métropole comptait 19 198 entreprises, dont 1 028 dans l'industrie, 2 228 dans la construction, 5 315 dans le commerce, le transport, l'hébergement et la restauration, 3 325 dans les activités spécialisées, scientifiques et techniques et activités de services administratifs et de soutien et 3 286 dans les administrations publiques, d'enseignement, de santé humaine et d'action sociale.
Une nouvelle société, nommée « Les Forges de Gerzat », pour fabriquer des bouteilles capables de contenir des gaz à haute pression, dites corps creux, s'installera à Cébazat, sur le territoire de la métropole. Elle reprendra les activités de Luxfer, qui avait fermé, à cause d'arrangements financiers. Clermont Auvergne Métropole apporte un financement de 34 millions d'euros. Ce financement sera constitué de foncier et de bâtiment. L'investissement total de l'opération est d'environ 100 millions d'euros. Il est prévu que la production de contenants aluminium soit lancée en 2024 et que 200 emplois directs seront créés d'ici 2028. Alors que ce dossier était mal parti, la mobilisation ouvrière contre le gaspillage industriel, ainsi que la pandémie de Covid-19 en France, puisque la fabrication de bouteilles d'oxygène est stratégique pour lutter contre la maladie, lui aura finalement donné un dénouement heureux. Tout au long du processus, la mobilisation ouvrière est restée constante. La CGT locale a construit des plans d'affaires, mais se heurtait au refus de Luxfer de voir émerger un nouveau concurrent. Olivier Bianchi, maire de Clermont-Ferrand et président de Clermont Auvergne Métrople, fort de cette réussite, demande à l'État de mieux coordonner les relations entre l'État et les localités, car le dossier a souffert de quelques improvisations, selon lui.

### Patrimoine
Les 21 communes de Clermont Auvergne Métropole sont situées dans un environnement naturel remarquable entre la plaine de la Limagne à l’est et la chaîne des Puys à l’ouest. L’homme a ensuite façonné le territoire de l'Antiquité à la période contemporaine. Les architectures romane, gothique, renaissance, moderne ou du XIXe siècle en forment le socle. Mais d’autres éléments constitutifs de son identité sont moins connus : forts villageois, spécifiques de l’urbanisme médiéval ; architecture industrielle (usines, cité ouvrières) ; patrimoine du XXe siècle (Art déco, moderniste ou encore brutaliste). La présence des caves-bâtiments, tonnes de vigne, habitat vigneron rappelle le temps où l'Auvergne était troisième région viticole de France à la fin du XIXe siècle. Autre élément essentiel : l'eau. Les vallées de l’Artière, du Bédat, de l’Allier et de la Tiretaine concentrent l’habitat, le thermalisme à Royat et les industries hydrauliques (moulins, routoirs pour le chanvre, usines…). Ces vallées sont aussi d'importants réservoirs de biodiversité.
Depuis juin 2024, les 21 communes de Clermont Auvergne Métropole sont labellisées Pays d'art et d'histoire. Créé en 1985 par le ministère de la Culture, ce label favorise la mise en place d’actions de connaissance, de conservation, de médiation pour permettre à tous les publics d’avoir les clefs de compréhension de leur environnement historique, architectural et paysager.

#### Monuments historiques et classements
Sur l’ensemble de la métropole, 230 édifices et 339 objets mobiliers sont protégés au titre des monuments historiques, dont certains comme l'église Notre-Dame-du-Port et l’église Notre-Dame de Chamalières dès 1840. Depuis 1998, l’église Notre-Dame-du-Port est inscrite au patrimoine mondial de l’Unesco au titre des chemins de Saint-Jacques-de-Compostelle. L’église Sainte-Martine de Pont-du-Château est candidate au label Unesco dans le cadre des sites clunisiens. Le label Architecture contemporaine remarquable est attribué à 11 édifices dont l’église réformée de la Résurrection (1961-1966), la chapelle du lycée Godefroy-de-Bouillon (1935-1941), l’immeuble Grangier (1933), la faculté de Droit (1961-1966), la faculté des Lettres (1963-1966), la gare SNCF (1938-1942). La piscine Tournesol Jacques-Magnier, unique du département, est candidate au label. La Chaîne des Puys-Faille de Limagne est inscrite au patrimoine mondial de l’Unesco depuis 2018 en tant que haut lieu tectonique.

#### Trois sites patrimoniaux remarquables
Montferrand, un des premiers secteurs sauvegardés de France (1964), est doté d’un Plan de sauvegarde et de mise en valeur. À Pont-du-Château, le périmètre concerne le centre-ancien et une partie de la rive droite de l’Allier. Le site patrimonial remarquable (SPR) de Royat couvre la vallée de la Tiretaine, le bourg ancien autour de l’église Saint-Léger et de son prieuré et la ville thermale. La Métropole s’est lancée dans une démarche de SPR pour le centre historique de Clermont-Ferrand. Le dossier sera finalisé en 2024-2025.

### Tourisme
Au 1er janvier 2020, la commune comptait 72 hôtels totalisant 3 599 chambres, 5 campings totalisant 593 emplacements et 6 résidences de tourisme de 1 932 places de lit.

### Sport
Enceintes sportives :
- le stade Gabriel-Montpied (football et judo) ;
- le stade nautique Pierre-de-Coubertin ;
- le parc des sports Marcel-Michelin (stade de rugby à XV de l'ASM Clermont Auvergne) ;
- le stadium Jean-Pellez (stade couvert d'athlétisme de 6 462 m2, commune d'Aubière) ;
- le stade Philippe-Marcombes ;
- la Maison des Sports ;
- le gymnase Honoré et Jean Fleury ;
- le circuit de Charade (commune de Saint-Genès-Champanelle) ;
- la patinoire de Clermont Auvergne Métropole ;
- le stade Camille Leclanché, situé à la Plaine et rénové en 2007, qui abrite des terrains de football et de rugby bordés d'allées plantées de grands arbres, constituant un cadre de verdure très agréable. Il est ouvert librement aux promeneurs, familles ou joggeurs dans la journée ;
- l'Arténium, centre couvert de tennis de table et d'arts martiaux (commune de Ceyrat) ;
- la piscine Jaques-Magnier, situé à Flamina est une des dernières Piscine Tournesol encore en activité de France, crée en 1975 son bassin mesure 25 mètres avec toit ouvrant, parc et solarium ;
- le complexe sportif omnisports de la Gauthière (ASM) ;
- le stade des Gravanches.

## Administration

### Siège
La métropole siège au 64-66, avenue de l'Union-Soviétique, à Clermont-Ferrand.

### Les élus
La métropole est gérée par un conseil de métropole (ou conseil métropolitain) représentant chacune des communes membres et élus pour une durée de six ans.
Pour le mandat 2014-2020, il était composé de 89 membres, dont 39 pour la seule commune de Clermont-Ferrand.
Pour le mandat 2020-2026, l'arrêté préfectoral no 19-01631 du 9 octobre 2019 a fixé à 84 le nombre de membres au conseil métropolitain :
| Nombre de délégués | Communes                                                                                       |
| ------------------ | ---------------------------------------------------------------------------------------------- |
| 38                 | Clermont-Ferrand                                                                               |
| 6                  | Cournon-d'Auvergne                                                                             |
| 5                  | Chamalières                                                                                    |
| 3                  | Aubière, Beaumont, Gerzat, Pont-du-Château                                                     |
| 2                  | Aulnat, Blanzat, Cébazat, Le Cendre, Ceyrat, Lempdes, Romagnat, Royat, Saint-Genès-Champanelle |
| 1 (+ 1 suppléant)  | Châteaugay, Durtol, Nohanent, Orcines, Pérignat-lès-Sarliève                                   |

### Présidence
| Période                                  | Période       | Identité        | Étiquette | Qualité                                                                 |
| ---------------------------------------- | ------------- | --------------- | --------- | ----------------------------------------------------------------------- |
| Les données manquantes sont à compléter. |               |                 |           |                                                                         |
| 2 octobre 1997                           | 22 avril 2014 | Serge Godard    | PS        | Maire de Clermont-Ferrand (1997-2014) Sénateur (1998-2001 et 2010-2011) |
| 22 avril 2014 (réélu le 10 juillet 2020) | En cours      | Olivier Bianchi | PS        | Maire de Clermont-Ferrand (depuis 2014)                                 |

#### Les vice-présidents
Le 10 juillet 2020, le conseil métropolitain s'est réuni à la Maison des Sports de Clermont-Ferrand pour réélire son président, Olivier Bianchi (réélu maire de Clermont-Ferrand). Vingt vice-présidents ont été désignés :
1. François Rage (maire de Cournon-d'Auvergne), chargé des mobilités durables ;
2. Louis Giscard d'Estaing (maire de Chamalières), chargé de la stratégie territoriale, de la contractualisation et des fonds européens ;
3. Christine Mandon (maire d'Aulnat), chargée de l'urbanisme, de la planification urbaine et de la stratégie foncière ;
4. Hervé Prononce (maire du Cendre), chargé des finances et du budget ;
5. Henri Gisselbrecht (maire de Lempdes), chargé du développement et de l'attractivité économique ;
6. Éric Grenet (maire de Pérignat-lès-Sarliève), chargée du développement durable et de la transition écologique et énergétique ;
7. Marcel Aledo (maire de Royat), chargé du cadre de vie et du plan de propreté métropolitain ;
8. Jean-Marc Morvan (maire d'Orcines), chargé de l'enseignement supérieur, de la recherche et de l'innovation ;
9. René Darteyre (maire de Châteaugay), chargé de l'insertion, des marchés publics et des achats durables, des affaires juridiques, de l'ingénierie patrimoniale et des moyens généraux ;
10. Flavien Neuvy (maire de Cébazat), chargé du schéma cyclable et des mobilités innovantes ;
11. Laurent Brunmurol (maire de Romagnat), chargé des espaces publics, de la voirie et des déchets ;
12. Christophe Vial (maire de Saint-Genès-Champanelle), chargé du cycle de l'eau ;
13. Serge Pichot (maire de Gerzat), chargé du tourisme et du thermalisme ;
14. Sylvain Casildas (maire d'Aubière), chargé des zones d'activités économiques ;
15. Aline Faye (élue à Beaumont), chargée de la politique de la ville et de la coordination des politiques jeunesse ;
16. Jean-Marie Vallée (élu à Pont-du-Château), chargé de l'agriculture, de l'alimentation, de la biodiversité et des espaces naturels ;
17. Christine Dulac-Rougerie (élue à Clermont-Ferrand), chargée de la politique sportive et des grands événements ;
18. Odile Vignal (élue à Clermont-Ferrand), chargée de l'habitat, du logement, du renouvellement urbain et de l'accueil des gens du voyage) ;
19. Isabelle Lavest (élue à Clermont-Ferrand), chargée de la politique culturelle ;
20. Cyril Cineux (élu à Clermont-Ferrand), chargé de la démocratie participative, des relations aux usagers, de l'égalité, de la concertation et de l'évaluation des politiques publiques.

Le conseil métropolitain est complété par dix membres du bureau.
| Ordre | Nom                      |  | Groupe politique                         | Parti politique | Commune                 | Autres fonctions                              |
| ----- | ------------------------ |  | ---------------------------------------- | --------------- | ----------------------- | --------------------------------------------- |
| 1er   | François Rage            |  | Socialistes et apparentés                | PS              | Cournon-d'Auvergne      | Maire                                         |
| 2e    | Louis Giscard-d'Estaing  |  | Métropole et Proximité                   | UDI             | Chamalières             | Maire Conseiller régional                     |
| 3e    | Christine Mandon         |  | Socialistes et apparentés                | PS              | Aulnat                  | Maire                                         |
| 4e    | Hervé Prononce           |  | Métropole et Proximité                   | UDI             | Le Cendre               | Maire Conseiller départemental                |
| 5e    | Henri Gisselbrecht       |  | Non-Inscrits                             | DVC             | Lempdes                 | Maire                                         |
| 6e    | Éric Grenet              |  | Non-Inscrits                             | -               | Pérignat-lès-Sarliève   | Maire Vice-président du Conseil départemental |
| 7e    | Marcel Aledo             |  | Indépendant et Républicain               | LR              | Royat                   | Maire                                         |
| 8e    | Jean-Marc Morvan         |  | Métropole et Proximité                   | DVD             | Orcines                 | Maire                                         |
| 9e    | René Darteyre            |  | Non-Inscrits                             | DVG             | Châteaugay              | Maire                                         |
| 10e   | Flavien Neuvy            |  | Métropole et Proximité                   | UDI             | Cébazat                 | Maire Conseiller départemental                |
| 11e   | Laurent Brunmurol        |  | Métropole et Proximité                   | DVC             | Romagnat                | Maire                                         |
| 12e   | Christophe Vial          |  | Socialistes et apparentés                | PS              | Saint-Genès-Champanelle | Maire                                         |
| 13e   | Serge Pichot             |  | Non-Inscrits                             | DVC             | Gerzat                  | Maire Conseiller départemental                |
| 14e   | Sylvain Casildas         |  | Non-Inscrits                             | DVD             | Aubière                 | Maire                                         |
| 15e   | Aline Faye               |  | Non-Inscrits                             | DVC             | Beaumont                | 2e adjointe au maire                          |
| 16e   | Jean-Marie Vallée        |  | Europe Écologie Les Verts                | EELV            | Pont-du-Château         | 6e adjoint au maire                           |
| 17e   | Christine Dulac-Rougerie |  | Socialistes et apparentés                | DVG             | Clermont-Ferrand        | 1re adjointe au maire                         |
| 18e   | Odile Vignal             |  | Europe Écologie Les Verts                | EELV            | Clermont-Ferrand        | 13e adjointe au maire                         |
| 19e   | Isabelle Lavest          |  | Socialistes et apparentés                | PRG             | Clermont-Ferrand        | 5e adjointe au maire                          |
| 20e   | Cyril Cineux             |  | Communiste et Citoyen - l'Humain d'abord | PCF             | Clermont-Ferrand        | 4e adjoint au maire                           |

#### Les conseillers communautaires délégués
| Nom              |  | Groupe Politique                         | Parti politique | Commune               | Autres Fonctions                |
| ---------------- |  | ---------------------------------------- | --------------- | --------------------- | ------------------------------- |
| Laurent Ganet    |  | Non-Inscrits                             | DVD             | Nohanent              | Maire                           |
| François Carmier |  | Non-Inscrits                             | DVD             | Durtol                | Maire                           |
| Éric Grenet      |  | Non-Inscrits                             | SE              | Pérignat-les-Sarliève | Maire                           |
| Richard Bert     |  | Communiste et Citoyen - l'Humain d'abord | PCF             | Blanzat               | Maire                           |
| Cécile Audet     |  | Génération.s social et écologiste        | G.s             | Clermont-Ferrand      | 11e adjointe au maire           |
| Grégory Bernard  |  | Génération.s social et écologiste        | G.s             | Clermont-Ferrand      | 6e adjoint au maire             |
| Marion Canales   |  | Socialistes et apparentés                | PS              | Clermont-Ferrand      | 3e adjointe au maire            |
| Blandine Galliot |  | Socialistes et apparentés                | DVG             | Cournon-d'Auvergne    | Conseillère municipale déléguée |
| Nicolas Bonnet   |  | Europe Écologie Les Verts                | EÉLV            | Clermont-Ferrand      | 2e adjoint au maire             |
| Chantal Laval    |  | Métropole et Proximité                   | UDI             | Chamalières           | 6e adjointe au maire            |

#### Les conseillers communautaires
| Nom                       |  | Groupe Politique                                     | Parti politique | Commune                 | Autres Fonctions                                                 |
| ------------------------- |  | ---------------------------------------------------- | --------------- | ----------------------- | ---------------------------------------------------------------- |
| Cécile Birard             |  | Socialiste et Apparentés                             | PS              | Saint-Genès Champanelle | 4e adjointe au maire                                             |
| Christine Peyrol-Bessi    |  | Socialiste et Apparentés                             | PS              | Blanzat                 | 2e adjointe au maire                                             |
| Roger Floquet             |  | Socialiste et Apparentés                             | PS              | Aulnat                  | 1er adjoint                                                      |
| Christine Bigouret-Denaes |  | Indépendant et Républicain                           | LR              | Royat                   | 4e adjointe                                                      |
| Jacqueline Bolis          |  | Métropole et Proximité                               | UDI             | Le Cendre               | 1ère adjointe au maire                                           |
| Jean Pichon               |  | Non-Inscrits                                         | DVC             | Ceyrat                  | 3e adjoint à la maire                                            |
| Chantal Lelievre          |  | Non-Inscrits                                         | DVC             | Romagnat                | 3e adjointe                                                      |
| Fabienne Voute            |  | Non-Inscrits                                         | DVC             | Lempdes                 | 1ère adjointe                                                    |
| Jocelyne Chalus           |  | Métropole et Proximité                               | UDI             | Cébazat                 | 2e adjointe                                                      |
| Sylvie Domergue           |  | Non-Inscrits                                         | LREM            | Aubière                 | Conseillère municipale                                           |
| Florent Guitton           |  | Socialiste et Apparentés                             | PS              | Aubière                 | Conseiller municipal                                             |
| Luc Levi Alvares          |  | Non-Inscrits                                         | DVC             | Gerzat                  | 5e adjoint au maire                                              |
| Sylvie Vieira Di Nallo    |  | Non-Inscrits                                         | DVC             | Gerzat                  | 2e adjointe au maire                                             |
| Jean-Paul Cuzin           |  | Non-Inscrits                                         | DVC             | Beaumont                | Maire 1er Vice-Président Conseil Départemental Président SDIS 63 |
| Hélène Veilhan            |  | Europe Écologie Les Verts                            | EELV            | Beaumont                | Conseillère municipale                                           |
| Claire Brieu              |  | Europe Écologie Les Verts                            | EELV            | Pont-du-Château         | 9e adjointe au maire                                             |
| Patrick Perrin            |  | Invité à rejoindre l'exécutif, non élu métropolitain | DVG             | Pont-du-Château         | Maire                                                            |
| Nathalie Cardona          |  | Socialiste et Apparentés                             | PS              | Pont-du-Château         | Conseillère municipale                                           |
| Chantal Laval             |  | Métropole et Proximité                               | UDI             | Chamalières             | 6e adjointe au maire                                             |
| Claude Aubert             |  | Métropole et Proximité                               | UDI             | Chamalières             | 3e adjoint au maire                                              |
| Marie David               |  | Métropole et Proximité                               | UDI             | Chamalières             | Conseillère municipale déléguée                                  |
| Julie Duvert              |  | Centriste, Écologiste et Solidaire                   | LREM            | Chamalières             | Conseillère municipale                                           |
| Philippe Maitrias         |  | Socialiste et Apparentés                             | PS              | Cournon d'Auvergne      | 1er adjoint au maire                                             |
| Christine Faure           |  | Communiste et Citoyen - l'Humain d'abord             | PCF             | Cournon d'Auvergne      | Conseillère municipale déléguée                                  |
| Bernard Barrasson         |  | Socialiste et Apparentés                             | DVG             | Cournon d'Auvergne      | Conseiller municipal délégué                                     |
| Jean-Paul Cormerais       |  | Indépendant et Républicain                           | SE              | Cournon d'Auvergne      | Conseiller municipal                                             |
| Dominique Adenot          |  | Socialiste et Apparentés                             | PS              | Clermont-Ferrand        | Conseiller municipal                                             |
| Christophe Bertucat       |  | Socialiste et Apparentés                             | PS              | Clermont-Ferrand        | 14e adjoint au maire                                             |
| Dominique Briat           |  | Socialiste et Apparentés                             | PS              | Clermont-Ferrand        | Conseillère municipale Conseillère départementale                |
| Sondès El Hafidhi         |  | Socialiste et Apparentés                             | PS              | Clermont-Ferrand        | 19e adjointe au maire                                            |
| Wandy Lafaye              |  | Socialiste et Apparentés                             | DVG             | Clermont-Ferrand        | Conseillère municipale                                           |
| Claudine Khatchadourian   |  | Socialiste et Apparentés                             | PS              | Clermont-Ferrand        | Conseillère municipale                                           |
| Pierre Sabatier           |  | Socialiste et Apparentés                             | PS              | Clermont-Ferrand        | Conseiller municipal                                             |
| Marion Barraud            |  | Europe Écologie Les Verts                            | EELV            | Clermont-Ferrand        | Conseillère municipale                                           |
| Estelle Bruant            |  | Europe Écologie Les Verts                            | EELV            | Clermont-Ferrand        | Conseillère municipale                                           |
| Rémi Chabrillat           |  | Europe Écologie Les Verts                            | EELV            | Clermont-Ferrand        | 8e adjoint au maire                                              |
| Vincent Soulignac         |  | Europe Écologie Les Verts                            | EELV            | Clermont-Ferrand        | Conseiller municipal                                             |
| Anne-Laure Stanislas      |  | Europe Écologie Les Verts                            | EELV            | Clermont-Ferrand        | 17e adjointe au maire                                            |
| Thomas Weibel             |  | Europe Écologie Les Verts                            | EELV            | Clermont-Ferrand        | Conseiller municipal                                             |
| Julien Bony               |  | Indépendant et Républicain                           | LR              | Clermont-Ferrand        | Conseiller municipal                                             |
| Jean-Pierre Brenas        |  | Indépendant et Républicain                           | LR              | Clermont-Ferrand        | Conseiller municipal Conseiller régional                         |
| Cécile Laporte            |  | Indépendant et Républicain                           | LR              | Clermont-Ferrand        | Conseillère municipale                                           |
| Catherine Pinet-Tallon    |  | Indépendant et Républicain                           | LR              | Clermont-Ferrand        | Conseillère municipale                                           |
| Jean-Christophe Cervantes |  | Communiste et Citoyen.ne.s l'Humain d'abord          | PCF             | Clermont-Ferrand        | 10e adjoint au maire                                             |
| Samir El Bakkali          |  | Communiste et Citoyen.ne.s l'Humain d'abord          | DVG             | Clermont-Ferrand        | Conseiller municipal                                             |
| Magali Gallais            |  | Communiste et Citoyen.ne.s l'Humain d'abord          | PCF             | Clermont-Ferrand        | 15e adjointe au maire                                            |
| Lucie Mizoule             |  | Communiste et Citoyen.ne.s l'Humain d'abord          | DVG             | Clermont-Ferrand        | Conseillère municipale                                           |
| Fatima Bismir             |  | Centriste, Écologiste et Solidaire                   | MODEM           | Clermont-Ferrand        | Conseillère municipale                                           |
| Éric Faidy                |  | Centriste, Écologiste et Solidaire                   | LREM            | Clermont-Ferrand        | Conseiller municipal                                             |
| Stanislas Renié           |  | Centriste, Écologiste et Solidaire                   | MODEM           | Clermont-Ferrand        | Conseiller municipal                                             |
| Jérôme Auslender          |  | Génération.s social et écologiste                    | G.s             | Clermont-Ferrand        | 16e adjoint au maire                                             |
| Charles Dubreuil          |  | Génération.s social et écologiste                    | DVG             | Clermont-Ferrand        | 20e adjoint au maire                                             |
| Fatima Chennouf-Terrasse  |  | Clermont en Commun France Insoumise                  | LFI             | Clermont-Ferrand        | Conseillère municipale                                           |
| Diego Landivar            |  | Clermont en Commun France Insoumise                  | LFI             | Clermont-Ferrand        | Conseiller municipal                                             |
| Marianne Maximi           |  | Clermont en Commun France Insoumise                  | LFI             | Clermont-Ferrand        | Conseillère municipale                                           |

### Compétences

#### Compétences obligatoires
En vertu de l'article L. 5217-2 du Code général des collectivités territoriales, la métropole exerce de plein droit, en lieu et place des communes membres l'ensemble des compétences suivantes :
En matière de développement et d'aménagement économique, social et culturel :
- Création, aménagement et gestion des zones d'activité industrielle, commerciale, tertiaire, artisanale, touristique, portuaire ou aéroportuaire.
- Actions de développement économique ainsi que participation au copilotage des pôles de compétitivité et au capital des sociétés d'accélération du transfert de technologie.
- Construction, aménagement, entretien et fonctionnement d'équipements culturels, socioculturels, socio-éducatifs et sportifs d'intérêt métropolitain.
- Promotion du tourisme, dont la création d'offices de tourisme.
- Programme de soutien et d'aides aux établissements d'enseignement supérieur et de recherche et aux programmes de recherche, en tenant compte du schéma régional de l'enseignement supérieur, de la recherche et de l'innovation.

En matière d'aménagement de l'espace métropolitain :
- Schéma de cohérence territoriale et schéma de secteur.
- Plan local d'urbanisme et documents d'urbanisme en tenant lieu.
- Définition, création et réalisation d'opérations d'aménagement d'intérêt métropolitain.
- Actions de valorisation du patrimoine naturel et paysager.
- Constitution de réserves foncières.
- Organisation de la mobilité.
- Création, aménagement et entretien de voirie.
- Signalisation.
- Abris de voyageurs.
- Parcs et aires de stationnement et plan de déplacements urbains.
- Création, aménagement et entretien des espaces publics dédiés à tout mode de déplacement urbain ainsi qu'à leurs ouvrages accessoires.
- Participation à la gouvernance et à l'aménagement des gares situées sur le territoire métropolitain.
- Établissement, exploitation, acquisition et mise à disposition d'infrastructures et de réseaux de télécommunications.

En matière de politique locale de l'habitat :
- Programme local de l'habitat.
- Politique du logement
- Aides financières au logement social.
- Actions en faveur du logement social.
- Actions en faveur du logement des personnes défavorisées.
- Amélioration du parc immobilier bâti, réhabilitation et résorption de l'habitat insalubre.
- Aménagement, entretien et gestion des aires d'accueil des gens du voyage.

En matière de politique de la ville :
- Élaboration du diagnostic du territoire et définition des orientations du contrat de ville.
- Animation et coordination des dispositifs contractuels de développement urbain, de développement local et d'insertion économique et sociale ainsi que des dispositifs locaux de prévention de la délinquance.
- Programmes d'actions définis dans le contrat de ville.

En matière de gestion des services d'intérêt collectif :
- Assainissement et eau.
- Création, gestion, extension et translation des cimetières et sites cinéraires d'intérêt métropolitain ainsi que création, gestion et extension des crématoriums.
- Abattoirs, abattoirs marchés et marchés d'intérêt national.
- Services d'incendie et de secours.
- Service public de défense extérieure contre l'incendie.

En matière de protection et de mise en valeur de l'environnement et de politique du cadre de vie :
- Gestion des déchets ménagers et assimilés.
- Lutte contre la pollution de l'air.
- Lutte contre les nuisances sonores.
- Contribution à la transition énergétique.
- Soutien aux actions de maîtrise de la demande d'énergie.
- Élaboration et adoption du plan climat-énergie territorial en cohérence avec les objectifs nationaux en matière de réduction des émissions de gaz à effet de serre, d'efficacité énergétique et de production d'énergie renouvelable.
- Concession de la distribution publique d'électricité et de gaz.
- Création, aménagement, entretien et gestion de réseaux de chaleur ou de froid urbains.
- Création et entretien des infrastructures de charge nécessaires à l'usage des véhicules électriques ou hybrides rechargeables.
- Gestion des milieux aquatiques et prévention des inondations.
- Autorité concessionnaire de l'État pour les plages.

#### Compétences facultatives
En vertu du décret no 2017-1778 du 27 décembre 2017, la métropole exerce les compétences facultatives suivantes :
- Lycées et collèges dans les conditions fixées au titre Ier du livre II et au chapitre Ier du titre II du livre IV ainsi qu'à l'article L. 521-3 du Code de l'éducation.
- Élaboration et mise en œuvre d'un schéma d'itinéraires de randonnées à l'attention des marcheurs et les conducteurs de cycles à deux roues : études ; travaux d'aménagement et d'entretien des itinéraires incluant le balisage, les zones de stationnements spécifiques, les équipements et le mobilier dédiés ; entretien de la végétation pour permettre la circulation du public ciblé ; édition de documents de promotion et organisation de manifestations.
- Conception et mise en œuvre de l'ensemble des services aux habitants dans le domaine de la lecture publique.
- Téléalarme pour les personnes âgées.
- Numérisation du cadastre.
- Création et gestion d'un service public de fourrière de véhicules au sens du décret du 23 mai 1996.
- Accompagnement du développement culturel.
- Soutien aux sports.

#### Compétences optionnelles
La métropole peut exercer à l’intérieur de son périmètre, en lieu et place du département par transfert conventionnel, l'ensemble des compétences suivantes :
- Attribution des aides au titre du fonds de solidarité pour le logement.
- Missions confiées au service public départemental d'action sociale.
- Adoption, adaptation et mise en œuvre du programme départemental d'insertion.
- Aide aux jeunes en difficulté.
- Actions de prévention spécialisée auprès des jeunes et des familles en difficulté ou en rupture avec leur milieu.
- Gestion des routes classées dans le domaine public routier départemental ainsi que de leurs dépendances et accessoires.
- Zones d'activités et promotion à l'étranger du territoire et de ses activités économiques.
- Personnes âgées et action sociale.
- Construction, reconstruction, aménagement, entretien et fonctionnement des collèges.
- Tourisme.
- Culture.
- Construction, exploitation et entretien des équipements et infrastructures destinés à la pratique du sport.

La métropole peut exercer à l’intérieur de son périmètre, en lieu et place de la région par transfert conventionnel, l'ensemble des compétences suivantes :
- Construction, reconstruction, aménagement, entretien et fonctionnement des lycées (accueil, restauration, hébergement, entretien général et technique).
- Développement économique.

### Régime fiscal et budget
La métropole applique la fiscalité professionnelle unique.
Le budget 2018 s'élève à 494 650 403,07 € (303 899 891,67 € en fonctionnement et 190 750 511,40 € en investissement), réparti comme suit :
- 102,1 millions dans l'environnement et l'énergie urbaine (déchets, eau et assainissement…) ;
- 76,5 millions pour le cadre de vie (espace public, voirie, mobilité…) ;
- 39 millions pour le sport et la culture (équipements culturels, dont les bibliothèques, et sportifs) ;
- 19,7 millions dans l'économie (accompagnement des entreprises, enseignement supérieur, recherche et innovation) ;
- 5,2 millions dans le tourisme.